# Township 10 (Arkansas)
Le township 10 est l'un des treize townships du comté de Benton, en Arkansas, aux États-Unis.